# Wzgórze Królowej Marysieńki
Wzgórze Królowej Marysieńki – wzniesienie położone w woj. pomorskim, na obszarze miasta Sopot.
Przed II wojną światową wzniesienie nosiło nazwę "Erdbeer Berg", zaś obecnie stosowana nazwa to "Wzgórze Królowej Marysieńki".
Na wschód od wzniesienia w odległości ok. 500 m znajduje się boisko KS "Spójnia".